# Alexander Rybak
Alexander Rybak (belarusă Алякса́ндр І́гаравіч Рыба́к / Aliaksándr Íharavici Rîbák; n. 13 mai 1986, Minsk, RSS Bielorusă, URSS) este un cântăreț, compozitor, actor, violonist și pianist norvegian, originar din Belarus. În februarie 2009, interpretul a câștigat concursul Melodi Grand Prix 2009 cu piesa „Fairytale”, obținând din partea publicului și a juriului un cumul de 747,888 de voturi. Prin câștigarea acestei competiții, Rybak a fost desemnat reprezentantul Norvegiei la Concursul Muzical Eurovision 2009, la finalul căruia s-a clasat pe prima poziție, stabilind un nou record de 387 de puncte.

## Biografie

### Copilăria și debutul
Alexander Rybak s-a născut la data de 13 mai 1986 în Minsk, RSS Belarusă, Uniunea Sovietică, numele său complet fiind Алякса́ндр І́гаравіч Рыба́к. Tatăl său, Igor Alexandrovitsj Rybak (n. 1954), este un violonist de muzică clasică, binecunoscut pentru interpretările sale alături de muzicianul israelian Pinchas Zukerman, iar mama sa, Natalia Valentinovna Rybak (n. 1959), este pianistă. Rybak a trăit alături de familia sa în Minsk până la împlinirea vârstei de patru ani, când s-a mutat împreună cu părinții săi în orașul norvegian de suburbie Nesodden, loc în care încă locuiește. Numele său de familie înseamnă în limba bielorusă „pescar”. 
La vârsta de cinci ani, Rybak a început să cânte la pian și vioară, fiind ajutat de părinții săi. Interpretul susține că vioara a fost instrumentul muzical care i-a oferit o pată de culoare pe parcursul copilăriei și adolescenței. De asemenea, Rybak își amintește că încă de la o vârstă fragedă adora să îi distreze pe prietenii apropiați. La vârsta de zece ani, interpretul a devenit student al Institutului de Muzică Barratt Due din Oslo, în prezent el străduindu-se să își obțină licența. Pe parcursul adolescenței, Rybak a făcut parte din orchestra „Vivaldi” a institutului, care era condusă de tatăl său.

### Eurovision 2009
Rybak a câștigat a 54-a ediție a Eurovisionului în Moscova, Rusia, unde a stabilit un nou record de 387 puncte, cântând „Fairytale”, o melodie inspirată de muzica folk norvegiană. Cântecul a fost compus și scris de Rybak și a fost interpretat împreună cu compania de dans folk modern, Frikar. Cântecul a primit recenzii bune cu un scor de 6 din 6 în revista norvegiană Dagbladet și în niște alegeri ESCtoday a obținut 71.3%, făcându-l favorit în finală.
Rybak a avut o victorie strălucită la Eurovision, toate țările participante votându-l (exceptând Norvegia care nu se putea vota singură). El a terminat cu un scor total de 387 puncte, bătând recordul de 292 puncte făcut de Lordi în 2006 și făcând cu 169 mai multe puncte decât al doilea câștigător, Islanda. El este de asemenea al patrulea cel mai de succes artist de la Eurovision cu 387 puncte, în spatele lui fiind Dima Bilan, Carola și Chiara.

### După Eurovision, filmul și primul album
Primul album al lui Rybak, „Fairytale”, a fost lansat după câștigarea premiului Eurovision. Rybak a jucat rolul lui Levi în filmul „Yohan” regizat de Grete Salomonsen, care a fost lansat în 2010. De asemenea, Rybak a mers în turneu în Norvegia cu ultimul câștigator norvegian al Eurovisionului, Elisabeth Andreassen, plan care exista deja înaintea participării și câștigării Eurovisionului. El și Frikar au avut de asemenea un turneu în Norvegia, și în alte țări din Europa în 2009. În decembrie 2009 hitul „Fairytale” a fost cântat la concertul de decernare a Premiului Nobel pentru Pace. EMI Norvegia a scos un film numit „Fairytale”. Filmul, regizat de directorul norvegian Rune Langlo, este un documentar despre cariera lui Alexander Rybak până a câștigat premiul cel mare pentru Norvegia la Moscova.
Tot în 2009 a înregistrat melodia principală numita „I Don't Believe in Miracles/Superhero” pentru un film rus numit (în engleză) „Black Lightning”, produs de Timur Bekmambetov.
În 2010, Alexander Rybak a renunțat la colaborarea cu dansatorii din Frikar, aducând în schimb alături de el pe scenă trei violoniste, prietene cu el încă din copilărie. Moa, Kathrine și Maria au primit fiecare câte o melodie pe al doilea album al artistului, No Boundaries, album lansat pe 14 iunie 2010. Oah, melodia compusă pentru Moa Meinich, a fost prima de pe album care a beneficiat de videoclip. A urmat apoi videoclipul pentru single'ul Europe Skies, videoclip care la trei săptămâni de la lansare a început să fie difuzat pe postul muzical TV românesc Utv. La vremea aceea Utv fiind singurul post din lume care conținea acest videoclip în playlist.
Alexander a lansat în martie 2010 și un videoclip pentru o piesă bonus, un featuring cu rapperii norvegieni de la Opptur. Piesa Fela Igjen (Vioara recuperată) se găsește ca bonus pe albumul No Boundaries numai în unele țări. 
În decembrie, artistul a pregătit un turneu de Crăciun, Swinging Home For Christmas, turneu în cadrul căruia a susținut 16 concerte în diferite orașe din Norvegia, alături de cele 3 violoniste dar și alături de invitați speciali. Tinere talente pe care Alexander a vrut astfel să le ajute în promovare. În urma turneului a fost lansat și un EP conținând patru cover'uri ale unor celebre melodii de iarnă, precum Blue Christmas sau Let it Snow.
2011 a adus unele schimbări în cariera lui Alexander, violonistul preferând să mai renunțe la concerte și să se axeze mai mult pe aparițiile tv în diverse emisiuni. El participă la emisiunea Skal Vi Danse, un fel de Dansez pentru tine suedez, dar și la emisiunea ucraineană Zirka+Zirka. 
În ianuarie 2011, Rybak a fost invitat special într-una din semifinalele Melodi Grand Prix din Norvegia, împreună cu rockerii de la Keep of Kalesin. El a renunțat atunci la vioara clasică în favoarea celei acustice și a interpretat într-un featuring de senzație melodia The Divine Land, aparținând celor de la KoK.

## Discografie

### Albume de studio
- Fairytale (2009)
- No Boundaries (2010)

### Discuri single
- Fairytale (2009)
- Funny Little World (2009)
- Roll With the Wind (2009)
- Oah (2010)
- Europe Skies (2010)

### Videoclipuri
- "Fairytale" (2009)
- "OAH" (2010)
- "Europe's Skies" (2010)
- "Roll With The Wind" (2009)
- "Funny Little World" (2009)
- "I don't belive in miracles/Superhero" (2010)
- "Strela Amura" (2012)
- "Leave Me Alone" (2012)
- "5 to 7 Years" (2013)

## Premii și realizări
| Anul | Concursul                          | Premiul/Etapa                                  | Rezultatul | Notă |
| ---- | ---------------------------------- | ---------------------------------------------- | ---------- | ---- |
| 2004 | Premiul „Anders Jahres Kulturpris” | Premiu onorific                                | Câștigat   |      |
| 2006 | Premiul „Kjempesjansen ”           | Oferit de radioteleviziunea norvegiană NRK     | Câștigat   |      |
| 2007 | Premiul „Heddaprisen'”             | Oferit pentru interpretarea din piesa Anatevka | Câștigat   |      |
| 2009 | Concursul Melodi Grand Prix 2009   | Reprezentarea Norvegiei la ESC 2009            | Câștigat   |      |
| 2009 | Concursul Muzical Eurovision 2009  | Semifinala 2                                   | Câștigat   |      |
| 2009 | Concursul Muzical Eurovision 2009  | Finala                                         | Câștigat   |      |
| 2010 | Premiul „Årets spellemann”         | Oferit de Comitetul premiului Spellemann       | Câștigat   |      |